# Gordon Audley
Gordon Audley   (Winnipeg, 20 d'abril de 1928 - Comtat d'Orange, 1 d'octubre de 2012) va ser un patinador de velocitat canadenc, guanyador d'una medalla olímpica.
El 1948 va prendre part en els Jocs Olímpics d'Hivern de St. Moritz, on disputà dues proves del programa de patinatge de velocitat. En ambdues, els 500 i 1.500 metres quedà en posicions força endarrerides. Quatre anys més tard, als Jocs d'Oslo, guanyà la medalla de bronze en la prova dels 500 metres. Compartí la medalla amb el noruec Arne Johansen. En aquests Jocs fou l'abanderat estatunidenc en la cerimònia inaugural. El 1956 disputà, sense sort, els seus tercers, i darrers, Jocs Olímpics.
Entre 1947 i 1957 va guanyar cinc campionats de Manitoba i fou segon tres vegades als campionats canadencs. El 1988 va ser inclòs al Manitoba Sports Hall of Fame and Museum.